# 出羽山地
出羽山地（日语：／ Dewa Sanchi），又稱出羽丘陵（日语：／ Dewa Kyūryō），是位於日本東北地方靠近日本海一側，並且呈南北方向綿延的高地與丘陵的總稱。出羽山地位於奧羽山脈西側，並橫跨青森縣西部、秋田縣及山形縣的中央地帶。其全長約為250公里，平均標高為500至600公尺；而最高峰則是海拔2236公尺的鳥海山，為東北地方的第二高峰。出羽山地被由東往西流淌並注入日本海的岩木川、米代川、雄物川和子吉川等河分割成五塊高地，由北往南依序為津輕山地、白神山地、太平山地、笹森丘陵和丁岳山地。
出羽山地是在新近紀末期由地殼隆起形成的高地，其地質結構包括第三紀的凝灰岩、砂岩、頁岩和花崗岩。雖然出羽山地的整體地形受到深度較深的山谷切割，但山頂附近的山稜線高度多在1000至1400公尺之間，並殘留著規模較小的侵蝕平原。而因為出羽山地位於日本海側，因此冬季會受到強烈的西北季風吹拂，降雪量也相當多。